# RAROC-Steuerung
Die RAROC-Steuerung (Risk Adjusted Return on Capital) kennzeichnet ein wertschöpfungsorientiertes Zielsystem, welches in Kreditinstituten zur Anwendung kommt. Mit ihm lässt sich die Wertschöpfung (aus rein ökonomischer Sicht) auf verschiedenen Ebenen (von der Gesamtbank bis hin zum Einzelgeschäft) ableiten.

## Schwächen traditioneller Erfolgsmaßstäbe
Die in vielen Kreditinstituten traditionell verwendeten Erfolgsmaße sind durch eine rein buchhalterische Sichtweise geprägt. Kennzahlen wie Return on Investment (ROI) und Return on Equity (ROE) setzen den Periodengewinn jeweils ins Verhältnis zu einer bestimmten bilanziellen oder regulatorischen Größe. Die Entwicklung der zuvor genannten Erfolgsgrößen beruht vornehmlich darauf, dass in den 70er und 80er Jahren der Schwerpunkt des Bankgeschäfts auf der Erhöhung des Marktanteils lag. Da diese Strategie primär auf der Generierung von Neugeschäft abzielte und hinreichend freies Eigenkapital verfügbar war, bestand keine Notwendigkeit die hierbei eingegangenen Risiken in eine angemessene Bepreisung mit einzubeziehen.
Obwohl die Risiken anfangs i. d. R. nur gering waren, führte jedoch die verstärkte Konkurrenz – nach einsetzender Marktsättigung – und der steigende Knappheitsgrad des Eigenkapitals dazu, dass die Margen so weit nach unten gedrückt wurden, dass eine weitere Kreditvergabe ökonomisch nicht mehr sinnvoll war. Die Geschäftsausweitung wurde dennoch in den risikoreicheren Segmenten vorangetrieben (und führte letztlich zur ersten Transferrisiko-Krise während der 80er Jahre), da der Erfolg der Banken nur anhand der erzielten Volumina gemessen wurde.
In den 90er Jahren setzte sich im Bankmanagement durch zunehmenden Wettbewerbsdruck sowie verschärfte regulatorische Anforderungen die in der Wissenschaft schon sehr frühzeitig aufgezeigte Erkenntnis (vgl. Hans-Dieter Deppe, Bankbetriebliches Wachstum, Stuttgart 1968) durch, dass ein reines Wachstum der Aktiva keine Garantie für die finanzielle Stärke eines Kreditinstituts ist, sondern vielmehr von der Verfügbarkeit entsprechender Eigenkapitalressourcen begrenzt ist. Daher rückte die gezielte Steuerung von Risiken und die damit verbundene effektive und effiziente Allokation des Eigenkapitals in den Mittelpunkt des Interesses.
Die traditionellen Kennzahlen auf der Basis der handelsrechtlichen Rechnungslegung sind für eine präzise Risikosteuerung im Allgemeinen unzureichend, denn mit ihnen erfolgt die Behandlung aller Cash Flows (bei zahlungsorientierter Betrachtungsweise) bzw. Bilanzpositionen (bei vermögensorientierter Betrachtungsweise), unabhängig vom jeweiligen Risiko, gleich. Risiken können nur insofern berücksichtigt werden als sie bereits zu Verlusten geworden sind bzw. Verluste gehen nur als grobe Schätzungen in Form von Rückstellungen in das Kalkül ein. Keine dieser beiden Vorgehensweisen ist jedoch annähernd so präzise, wie dies für eine effektive Risikosteuerung wünschenswert wäre. Zudem sind die generellen Schätzungen der Rückstellungen auch deshalb unbrauchbar, weil sie nicht zwischen den einzelnen Risikoarten und deren Einfluss auf das Gesamtrisiko unterscheiden.
Aus ökonomischer Sicht sollte das Management bei der Übernahme von Risiken das Verhältnis der Netto-Erträge zu der dafür benötigten Eigenkapitalbasis sehen (Risiko-Ertrags-Relation). Je größer der Risiko-Anteil und damit der Eigenkapitalverzehr am Gesamtrisiko einer Bank ist, desto genauer bedürfen diese Risiken der Steuerung.

## Berücksichtigung von Risiken in der Banksteuerung
Jede Transaktion und Entscheidung innerhalb einer Bank, deren Ausgang nicht mit Sicherheit vorhergesagt werden kann, ist risikobehaftet. Da nahezu jede Transaktion einen Unsicherheitsgrad beinhaltet, trägt sie auch zum Gesamtrisiko der Bank bei. Unsicherheiten führen zu möglichen Schwankungen im Ertrag der Bank und stellen damit ein Risiko für die Institution dar. Um die Solvenz der Bank sicherzustellen, müssen Banken daher aus ökonomischer und regulatorischer Sicht einen bestimmten Betrag an Eigenkapital halten, der direkt proportional zu den von ihnen eingegangenen Risiken ist. Wäre eine Bank völlig risikofrei, d. h. wären alle Cash Flows bzw. Vermögenswerte sicher, dann bestünde keine Veranlassung, Eigenkapital zu halten. Ist eine Bank jedoch starken Schwankungen in ihren Brutto-Erträgen, Betriebskosten und/oder Verlusten bzw. Abschreibungen ausgesetzt, so besteht die Notwendigkeit einen hohen Kapitalbetrag vorzuhalten, selbst wenn die Bank (momentan oder im Durchschnitt) profitabel arbeitet.
Die Höhe dieses Kapitalbetrags hängt davon ab, wie sicher eine Bank sein will und damit mit welcher Ausfallwahrscheinlichkeit die Bank selbst behaftet sein möchte. Das angestrebte Solvenzniveau wird durch das Mindestrating begrenzt. Dieses findet sich letztlich in den Vorstellungen der Einleger und der Aufsichtsbehörden einer sicheren Bank wieder. Gerade die neuen aufsichtsrechtlichen Vorschriften (Basel II) stellen eine verfeinerte und mehr an der ökonomischen Sicht orientierte Größe für die geforderte Kapitalunterlegung dar, als dies früher durch generelle, regulatorische Vorschriften möglich war.
Basel III kann als Update von Basel II verstanden werden und legt in der so genannten Säule II einen deutlichen Schwerpunkt auf das ökonomische Kapital (während die Säule I von Basel III das regulatorische Kapital definiert).

## Regulatorisches Kapital, Buchkapital und Ökonomisches Kapital
- Regulatorisches Kapital:

Die Aufsichtsbehörden fordern aufgrund genereller Vorschriften von Banken, dass sie einen angemessenen Eigenkapitalbetrag für die von ihnen gehaltenen Risiken bereitstellen, um sicherzustellen, dass sie „jederzeit“ ihren Verpflichtungen nachkommen können. Entsprechend stellt die dort festgelegte Eigenkapitalausstattung eine Mindestgröße dar.
- Buchkapital:

Der Betrag des Eigenkapitals, den eine Bank tatsächlich zur Verfügung hat, errechnet sich als Residualgröße aus der Gesamtsumme der Aktiva abzüglich aller Verbindlichkeiten (= Buchkapital). Sinkt diese Größe unter das aufsichtsrechtlich vorgeschriebene Niveau (Regulatorisches Kapital), dann schreiten typischerweise die Regulatoren (z. B. BaFin) ein. 
- Ökonomisches Kapital oder Risikokapital:

Obwohl das Regulatorische Kapital versucht, eine gute Messgröße für die Bestimmung des (aus ökonomischer Sicht) notwendigen Eigenkapitals zu sein, kann es nur auf generellen Vorschriften basieren, die die tatsächlich von einer Bank gehaltenen Risiken nur unvollkommen abbilden können. Um den Wertbeitrag eines Geschäftsbereiches oder einer Banktransaktion bestimmen zu können, ist es notwendig, eine exakte Messgröße für das benötigte Eigenkapital zu entwickeln. Das Risikokapital (wirtschaftliches oder auch ökonomisches Eigenkapital) ist definiert als der Kapitalbetrag, den eine Transaktion oder eine Abteilung benötigt, um die ökonomischen Risiken, die sie erzeugt, zu einem bestimmten Sicherheitsniveau abdecken zu können. Mit Hilfe des Ökonomischen Kapitals können sämtliche Risiken einer Bank vergleichbar gemacht werden. Das Ökonomische Kapital wird mit den sogenannten finanziellen Ressourcen, die die Summe aller liquiden und verfügbaren Mittel darstellen, abgeglichen.
Verzinsung des ökonomischen Kapitals
Standard-Risikokosten decken das erwartete Kreditrisiko ab, das auf Erfahrungswerten aus der Vergangenheit aufbaut. Nun gibt es aber immer wieder auch unerwartete Risiken, zum Beispiel der Ausfall eines großen Kreditnehmers, der nicht durch die normalen Kreditausfälle abgedeckt wird. Auch für diese unerwarteten Risiken muss die Bank vorsorgen und benötigt zu deren Deckung Eigenkapital in Form von Rücklagen und stillen Reserven. Man spricht hier vom ökonomischen Kapital. Dazu schreibt die Deutsche Bank in ihrem Risikobericht:
„Das ökonomische Kapital ist eine Messgröße, anhand deren das Eigenkapital ermittelt werden kann, das benötigt wird, um extreme unerwartete Verluste aus unserem Engagement aufzufangen. ,Extrem‘ bedeutet hier, dass mit einer Wahrscheinlichkeit von 99,98 % die innerhalb eines Jahres aggregierten Verluste unser ökonomisches Kapital für das Jahr nicht überschreiten. Wir berechnen das ökonomische Kapital für das Ausfallrisiko, das Transferrisiko und das Abwicklungsrisiko – als Komponenten des Kreditrisikos – sowie für das Marktrisiko, das operationelle Risiko und für allgemeine Geschäftsrisiken. Wir verwenden das ökonomische Kapital zur zusammenfassenden Darstellung der Risikopositionen der Bank von einzelnen Geschäftssparten bis zur Konzernebene. Ferner nutzen wir das ökonomische Kapital (sowie Goodwill und sonstige nicht abschreibungsfähige immaterielle Vermögenswerte) für die Zuweisung des Buchkapitals an die Geschäftssparten. Dadurch können wir die risikobereinigte Performance der einzelnen Geschäftseinheiten messen, die eine zentrale Rolle im Rahmen der Steuerung unserer Finanzressourcen zur Optimierung des Mehrwerts für die Aktionäre darstellt. Zudem setzen wir das ökonomische Kapital – insbesondere für Kreditrisiken – zur Messung der risikobereinigten Profitabilität unserer Kundenbeziehungen ein.“ (Quelle: Deutsche Bank: Geschäftsbericht 2003)
Die Höhe des für das Kreditgeschäft vorzuhaltenden ökonomischen Kapitals wird nach dem Value at Risk ermittelt. Das ist der Verlust, der mit sehr hoher Wahrscheinlichkeit (mindestens 99 %) auch bei Zusammentreffen aller ungünstigster Einflussfaktoren nicht überschritten wird. 
Bezogen auf das Kreditgeschäft muss die Verzinsung des ökonomischen Kapitals das Risiko unerwarteter Kreditausfälle abdecken.
Beispiel: 
Die Bayernbank AG hat mittels der Value-at-Risk-Methode ein ökonomisches Kapital von 600 Mio. EUR ermittelt, das für unerwartete Kreditausfälle vorgehalten werden muss. Wenn auch hierfür eine Verzinsung von 10 % angesetzt wird, dann sind dies weitere 60 Mio. EUR, die in die Kreditkalkulation einfließen. Dies entspricht in diesem Fall dem doppelten Betrag der kalkulatorischen Wagnisse. Da unerwartete Kreditausfälle bei schlechteren Bonitäten eher auftreten können als bei besseren, bietet sich eine Koppelung an die Standard-Risikokosten an. Die Verzinsung auf das ökonomische Kapital beträgt also im Fall Bayernbank das Doppelte der Standard-Risikokosten. 
Somit sind insgesamt 100 Mio. EUR des gesamten Gewinnanspruchs von 167 Mio. EUR durch die Verzinsung des gesetzlichen und ökonomischen Kapitals gedeckt. Der Rest muss aus nicht eigenkapitalpflichtigen Geschäften erwirtschaftet werden.

## Effiziente Allokation der knappen Ressource Ökonomisches Kapital
Unterschiedliche Banken fokussieren ihre Geschäftstätigkeiten auf verschiedene  Finanzdienstleistungen. Das obere Management der Bank ist verantwortlich, den optimalen Einsatz des Kapitals der Bank in den Geschäftsfeldern zu gewährleisten. Dort muss das (begrenzte) Kapital schließlich möglichst effektiv und effizient eingesetzt werden (Risiko-Rendite-Tradeoff). Damit das Management diese Aufgabe erfüllen kann, ist es notwendig, dass eine transparente Steuerungs-/Messgröße zur Verfügung steht, die einen aussagekräftigen Vergleich zwischen Aktivitäten mit unterschiedlichen Risikocharakteristika aus ökonomischer Sicht zulässt.
Der Risk Adjusted Return On (Economic) Capital, RAROC, ist eine Messgröße, die einen solchen Vergleich ermöglicht und zudem signifikante Vorteile beinhaltet. Der RAROC einer Aktivität kann verglichen werden mit dem notwendigen Ertrag, den die Aktionäre (oder der Vorstand) eines Unternehmens für den Einsatz des Kapitals verlangen („Hurdle Rate“). Ein solcher Vergleich kann auf jeder Ebene innerhalb der Bank durchgeführt werden: Auf der Transaktionsebene, der Produktebene, der Kundenebene, der Geschäftssparten- und -bereichsebene sowie der Gesamtbank.

## Definition RAROC und Zusammenhang zur Wertschöpfung
Die Risikosteuerung leitet sich aus dem Zielsystem der Bank ab, welches wiederum an der Wertschöpfung anknüpft. Der Kern dieses Konzeptes besteht in der Aussage, dass jedes getätigte Geschäft den Wert der Bank auf Dauer erhöhen sollte. Betrachtet man eine Einzeltransaktion oder ein Portfolio von Transaktionen, so kann die Frage der Wertschöpfung mit Hilfe des RAROC beantwortet werden. Der RAROC entspricht der risikoadjustierten Rendite auf das gebundene Ökonomische Kapital und ist direkt in eine Wertschöpfungsgröße transformierbar:
{\displaystyle {\text{RAROC}}={\frac {\text{Risikoadjustierter Ertrag}}{\mathrm {{\ddot {O}}konomisches\ Kapital} }}\cdot 100\,\%},
wobei
- Wertschöpfung = Risikoadjustierter Ertrag – Kosten für Ökonomisches Kapital

- Kosten für Ökonomisches Kapital = Ökonomisches Kapital · Hurdle Rate

Um den RAROC genau berechnen zu können, muss sowohl der Risikoadjustierte Ertrag als auch das notwendige ökonomische Kapital exakt bestimmt werden. Der Risikoadjustierte Ertrag ist der ökonomische (nicht buchhalterische) Ertrag, den eine Transaktion oder ein Geschäftsbereich über eine festgelegte Periode (meist ein Jahr) erwirtschaftet. Dabei wird die im Durchschnitt zu erwartende Höhe der Kredit- oder anderer Verluste vom Netto-Ertrag abgezogen und ins Verhältnis zum notwendigen Ökonomischen Kapital gesetzt bzw. zur Ermittlung der Wertschöpfung zusätzlich die mit dem Ökonomischen Kapital verbundenen Kosten abgezogen. Zur Ermittlung der Wertschöpfung kann der RAROC mit einer Hurdle Rate (= Kapitalkostensatz) verglichen werden. Liegt der RAROC oberhalb dieser Hurdle Rate, wird Wert geschaffen; liegt der RAROC unterhalb, wird entsprechend Wert vernichtet.